# Tabernaemontanus
Jacobus Theodorus Tabernaemontanus, eigenlijk Jakob Dietrich, Jacob Ditter of Diether ook wel Jacob Theodor, (Bergzabern, ca. 1520 – Heidelberg, augustus 1590) was een Duits arts, apotheker en botanicus, hoogleraar in de geneeskunde en de botanie, en een van de eerste balneologen. De naam Tabernaemontanus, die hij zichzelf later gaf, is afgeleid van de gelatiniseerde vorm van de plaatsnaam Bergzabern: Tabernae montanae.

## Leven
Tabernaemontanus werd waarschijnlijk als lijfeigene geboren. Hij volgde zijn schoolopleiding mogelijk deels aan de Latijnse school in Bergzabern, vermoedelijk deels in Straatsburg. In de botanie en geneeskunde was hij naar eigen zeggen eerst een leerling van Otto Brunfels, en daarna een leerling en volgeling van Hieronymus Bock. Onduidelijk is in welk jaar hij die laatste heeft ontmoet, en waar en wanneer hij leerling van hem was. Vanaf 1538 was hij onder meer als herborist in Wissembourg in de Elzas (vlak bij Bergzabern) actief. Een door diverse auteurs genoemde studie geneeskunde in Padua en/of Montpellier (waarbij zelfs de naam Guillaume Rondelet als leraar wordt genoemd), ergens tussen 1540 en 1548, is volgens Ferdinand Roth hoogst onwaarschijnlijk, al vindt hij het later opmerkelijk dat Tabernaemontanus zo goed bekend lijkt met de flora van Montpellier.
In 1548 was hij weer (of nog) in Wissembourg als herborist aan het werk. In 1538, 1548 en 1557 wordt hij als apotheker in Wissembourg vermeld. In 1549 werd hij lijfarts van Filips II van Nassau-Saarbrücken. Na het overlijden van die laatste, op 19 juni 1554, verhuisde hij naar Wissembourg, waar hij in 1560 nog de opdracht aan Peter Nimbsgern in zijn boek Ordenliche gewisse unnd bewerte Cur schreef. Van 1561 of 1563 tot 1580 was hij lijfarts van prins-bisschop Marquard von Hattstein van Speyer. Op het titelblad van Gewisse unnd erfahren Practick (1564) noemt hij zich 'Nassawischer Medicum', wat zou inhouden dat hij inmiddels ook weer arts aan het hof van Saarbrücken was. Die aanstelling gaf hij vermoedelijk op toen hij vanaf een onbekend tijdstip, maar niet al te lang na 1564, ook lijfarts aan het hof van Frederik III van de Palts in Heidelberg werd.
Op 26 augustus 1562 schreef hij zich in aan de Universiteit van Heidelberg, waar hij uiterlijk in 1573 promoveerde tot 'doctor medicus'.
In 1569 verbleef hij als lijfarts van de zieke Marquard negen weken in Frankfurt am Main bij de daar door Maximiliaan II uitgeschreven Deputationstag. In 1570 was hij, opnieuw als begeleider van Marquard, aanwezig bij de Rijksdag in Speyer. In 1580 verhuisde hij van Heidelberg naar Worms waar hij tot 1584 stadsarts was. Daarna ging hij in het nabijgelegen Neuhausen wonen, waar hij als arts aan het Collegium illustre werkte.
Adam schrijft dat hij drie keer gehuwd is, en met die drie echtgenotes in totaal achttien kinderen had. Van twee daarvan, Johann Jacob en Philipp Jacob, is bekend dat ze zich op 10 juli 1569 als student inschreven aan de universiteit van Heidelberg, en later arts waren.

## Werk

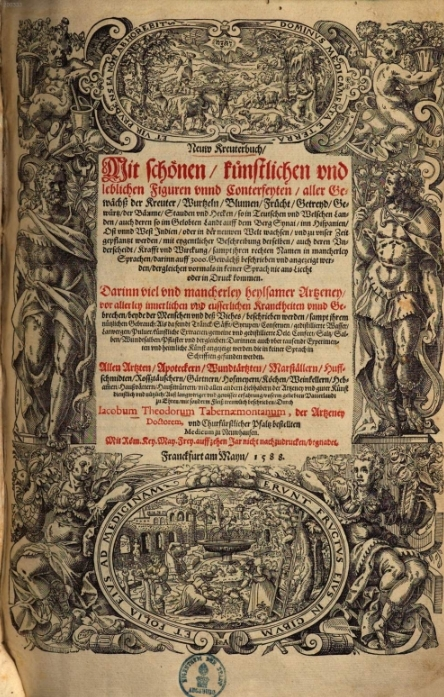
Titelpagina van Neuw Kreuterbuch (1588)

Tabernaemontanus zelf schrijft volgens Ferdinand Roth dat hij rond 1551 als arts begon te praktiseren. In 1551 en 1552 heerste de pest in de Palts. Zijn ervaringen met het behandelen van die ziekte schreef hij op verzoek van Filips II van Nassau-Saarbrücken in 1553 op in een manuscript dat hij in 1564 liet uitgeven als Gewisse unnd erfahren Practick en daarbij opdroeg aan de broers Johan en Adolf van de inmiddels overleden Filips. In 1552 trok hij met Johan mee naar Metz toen Karel V die stad (vruchteloos) belegerde, en genas er veel gewonde en zieke soldaten. Net als veel van zijn tijdgenoten was Tabernaemontanus van mening dat ziekten die in een bepaald gebied opdoken, behandeld moesten worden met de middelen die door de voorzienigheid ter plekke werden aangeboden. Bij de behandeling van de gewonden had hij veel succes met 'bijvoet', die in deze regio in overvloed groeide.
In 1569 probeerde hij, om het lijden van Marquard te verlichten, bronwater van diverse bronnen uit de buurt van Frankfurt uit, zonder veel resultaat. Tijdens dat verblijf in Frankfurt verzocht Daniel Brendel von Homburg, keurvorst van Mainz, aan Marquard om hem zijn lijfarts te sturen teneinde zijn zieke vicekanselier te helpen. Marquard stemde toe, en in Mainz ontmoette Tabernaemontanus ook de broer van Daniel Brendel, Filips, die aan heftige maagpijnen leed. Tabernaemontanus adviseerde hem bronwater van de bron in Langenschwalbach (sinds 1927 Bad Schwalbach) te drinken, hetgeen hielp. Datzelfde water gaf hij daarna ook aan Marquard te drinken, die er duidelijk van opknapte. Na bekend worden hiervan, nam de populariteit van de bron sterk toe. Filips II van Hessen-Rheinfels, op wiens grondgebied de bron lag, verzocht Tabernaemontanus daarna ook de andere bronnen in het gebied te onderzoeken. Zijn bevindingen zette Tabernaemontanus op papier, en in 1581 kwam het werk Neuw Wasserschatz uit, waarin de Schwalbacher bron een voorname plaats innam. Met dit werk werd Tabernaemontanus een van de eerste balneografen van Duitsland.
In 1588 werd het eerste deel van Neuw Kreuterbuch uitgegeven, gedrukt met geld van paltsgraaf Johan-Casimir en de Frankfurter boekdrukker Nicolaus Bassaeus (Bassée). In het voorwoord zegt Tabernaemontanus dat er 36 jaar van nauwgezet werk en constant zoeken naar fondsen aan vooraf was gegaan, en dat met name het kostbare vervaardigen van afbeeldingen het werk lang had opgehouden. In 1591 verschenen postuum deel 2 en 3. Dit werk was, met beschrijvingen van meer dan 3000 planten, en rond 2300 afbeeldingen, het omvangrijkste kruidboek van zijn tijd. De hoeveelheid informatie die Tabernaemontanus geeft over het gebruik van de planten als heelmiddel, overtreft die van de kruidboeken die door zijn voorgangers werden uitgebracht. Het werk werd in 1613, uitgebreid en gereviseerd, als Neuw vollkommentlich Kreuterbuch in Bazel opnieuw uitgegeven door Gaspard Bauhin. Diens neef Hieronymus Bauhin deed datzelfde nog eens in 1664, nu onder de titel New vollkommen Kräuter-Buch.

## Publicaties
- 1561 Ordenliche gewisse unnd bewerte Cur für das schmertzliche Seitenstechen, Straatsburg
- 1564 Gewisse unnd erfahren Practick, Heidelberg
- 1573 Kurtzer Underricht und Rahtschlag, Heidelberg
- 1577 Ein neuwes Artzney Buch, Frankfurt am Main
- 1581 Neuw Wasserschatz, Frankfurt am Main
- 1588 Neuw Kreuterbuch deel 1, Frankfurt am Main
- 1591 Neuw Kreuterbuch deel 2 & 3, Frankfurt am Main
  - 1613 Neuw vollkommentlich Kreuterbuch, Bazel, bewerkt door Gaspard Bauhin
  - 1664 New vollkommen Kräuter-Buch, Bazel, bewerkt door Hieronymus Bauhin
- 1590 Eicones plantarum, Frankfurt am Main

## Eponymie
- Charles Plumier vernoemde in 1703 het geslacht Tabernaemontana (nu in de maagdenpalmfamilie) naar hem.[28] Linnaeus nam die naam in 1753 over.[29]
- Amsonia tabernaemontana uit de maagdenpalmfamilie werd in 1788 door Thomas Walter naar hem vernoemd.[30]
- Schoenoplectus tabernaemontani (ruwe bies) werd in 1805 door Carl Christian Gmelin naar hem vernoemd (als Scirpus tabernaemontani).[31]
- Potentilla tabernaemontani (voorjaarsganzerik) werd in 1891 door Paul Friedrich August Ascherson naar hem vernoemd.[32]

- Bibsys: 1090640
- Gemeinsame Normdatei: 10413030X
- International Standard Name Identifier: 0000 0001 1478 5716
- Library of Congress Control Number: n86835836
- Nationale Bibliotheek van Tsjechië: nlk20000089230
- Nationale bibliotheek van Australië: 35929225
- Nationale Bibliotheek van Israël: 987007272594605171
- Nationale Bibliotheek van Polen: a0000002681093
- Nederlandse Thesaurus van Auteursnamen: 123925959
- Réseau des bibliothèques de Suisse occidentale: 02-A000161696
- LIBRIS: 318526
- Système universitaire de documentation: 087995832
- Trove: 1150317
- Virtual International Authority File: 84807506
- WorldCat: E39PBJgH8BVqDggW7MbY8P6Myd